# Уго Чавес
У̀го Рафаел Ча̀вес Фрѝас (на испански: Hugo Rafael Chávez Frías 28 юли 1954 – 5 март 2013) е венецуелски политик и президент на Венецуела от 1999 до 2013 г.

## Биография

### Детство
Уго Чавес е роден на 28 юли 1954 г. в скромна тристайна къща, намираща се в град Сабанета, щата Баринас. Чавес е син на Уго де лос Райес Чавес (бивш регионален директор на образованието и бивш член на консервативната социалхристиянска партия, който при управлението на Уго Чавес е управител на щата Баринас) и Елена Фриас де Чавес. Уго е второто от общо седем деца в семейство Чавес. Семейството живее в бедност, което кара родителите да изпратят две от децата си – Уго и Адан (най-възрастният син), да живеят при баба си. Уго Чавес завършва начално училище „Хулиан Пино“. Хобитата му са рисуване, живопис, бейзбол и история. Особено заинтригуван е от генерал Езекиел Замора, в чиято армия е служил неговият прапрадядо. В средата на 60-те години на 20.век двете момчета и баба им се местят в града, за да могат Уго и брат му да учат в единствената гимназия в провинцията.

### Военната академия
Чавес започва обучението си във Венецуелската академия по военна наука в Каракас през 1971, на 17-годишна възраст. Той е част от първия випуск, който учи по нова програма, целяща да насърчи студентите да се научат не само на военни действия и тактики, а и на голямо разнообразие от други науки, за целта се привличат цивилни професори от други университети, за да изнасят лекции на военните кадети.
Докато живее в Каракас, Уго Чавес вижда бедността, с която се сблъсква работническата класа във Венецуела. Той се включва в местни дейности извън военното училище, играе бейзбол и софтбол с екипа на Criollitos de Venezuela. Развива и други свои хобита – пише множество стихотворения, разкази и театрални пиеси, живопис и изследва живота и политическата мисъл на революционера от 19 век в Южна Америка – Симон Боливар. Проявява интерес и към марксисткия революционер Че Гевара (1928 – 1967), след като е прочел мемоарите му „Дневникът на Че Гевара“.
Чавес завършва военната академия на 5 юли 1975 след защита на магистърска степен по военна наука и техника. Той е оценен като един от най-добрите възпитаници на годината – завършва осми от седемдесет и пет кадети.
Продължава своето образование в магистърската програма по политически науки в университета „Симон Боливар“, който не успява да завърши.

## Операция „Замора“
През 1989 г. Карлос Андрес Перес (1922 – 2010), кандидат на центристката Демократическа партия за действие, е избран за президент, след като обещава да се противопостави на правителството на САЩ и финансовата политика, препоръчана от Международния валутен фонд (МВФ). Той не изпълнява обещанията си. Политиката на Перез, разгневява част от обществото. В опит да спре разпространението на протести и грабежи, Перес нарежда да се използва насилие, което води до избиване на 276 протестиращи, известно като „El Caracazo“. Чавес не участва в репресиите, защото по това време той е в болница с варицела, а по-късно определя събитието като „геноцид“.
Смутен от „El Caracazo“, ширещата се корупция на правителството, венецуелската олигархия, и това, което той нарича „диктатура на МВФ“, Чавес започва подготовката за военен преврат, известен като „Операция Замора“. Първоначално планиран за декември, Чавес забавя преврата до ранните часове на 4 февруари 1992 г. На тази дата, армия под командването на Чавес блокира ключови военни и комуникационни съоръжения в Каракас, включително президентския дворец, министерството на отбраната, военното летище Ла Карлота и Военния музей. Целта е да се плени Перес, който се връщал в двореца след посещение в чужбина, и да се поеме управлението на страната. Въпреки години на планиране, превратът бързо среща проблеми. По време на държавния преврат, Чавес е подкрепян от по-малко от 10% от военните сили на Венецуела и поради многобройните предателства, дезертьорство, грешки и други непредвидени обстоятелства, Чавес и една малка група от бунтовници, се крият във Военния музей, без връзка с останалите сътрудници разпределени из цяла Венецуела. Съюзници на Чавес не успяват да излъчат предварително записани съобщения по националния ефир, представляващи покана за масово гражданско въстание срещу правителството на Перес. И накрая, силите на Чавес не успяват да уловят Перес. Четиринайсет войници са убити, а петдесет войници и около осемдесет цивилни са ранени по време на последвалото насилие.
Чавес се предава на правителството. Той призовава останалите активни членове на преврата да прекратят военните действия, позволено му е да се появи по националната телевизия, нещо, което той настоява да направи във военната си униформа. По време на това изявление, той се позовава на националния герой Симон Боливар и заявява: „Другари, за съжаление, за сега, целите които си бяхме поставили, не бяха постигнати в столицата. Това означава, че ние, които сме тук в Каракас, не завзехме властта. Къде сте вие, представихте се много добре, но сега е време за размисъл. Нови възможности ще се появят и страната трябва да постигне окончателно едно по-добро бъдеще“. Много венецуелци, особено тези от по-бедните слоеве на обществото, го виждат като фигура, която се изправя срещу корупцията в правителството.
Чавес е арестуван и хвърлен във военния затвор „Сан Карлос“, където е разтърсван от чувство за вина, че е отговорен за неуспеха на преврата. Междувременно правителството предприема строги мерки срещу медиите, които подкрепят Чавес и преврата.
Една година по-късно се стига до импийчмънт на президента Перес, заради злоупотреби, присвояване на средства и незаконни дейности.
След като прекарва две години в затвора, Чавес е амнистиран от бившия президент Рафаел Калдера и започва политическа кариера като създава нова политическа партия, наречена Движението на Петата република. Президентът Чавес обича публичните изяви и контакта си с обикновените хора и заради това има и свое телевизионно предаване „Alo presidente“ по националната венецуелска телевизии.

## Политически възгледи
Самият Чавес се определя като социалист и социалдемократ.
Вътрешната политика на Чавес се характеризира с незачитане на неолибералното разбиране за правото на неприкосновена частна собственост като често срещано явление е национализацията на предприятия и природни ресурси, които не се експлоатират или са изоставени от бившите си собственици. Има закони, затрудняващи неексплоатирането на ресурсите, вследствие на които стотици хиляди акри земя са подарени на местните общности от крупни капиталисти. Демокрация на участието стои в основата на политикономическата визия на правителството на Чавес за развитието на Венецуела. По различни начини подобщностите биват стимулирани да вземат участие в управлението на държавата и на икономическите субекти, в които участват.
Външната политика е насочена основно срещу империализма и в посока на увеличаване на сътрудничеството с останалите развиващи се страни за сметка на работата с транснационалните корпорации от САЩ и Западна Европа. Твърде близки са отношенията с Боливия на Ево Моралес, Екуадор на Рафаел Кореа и Куба. През 2008 г. президентът Чавес посещава редица страни като Русия, Китай и Виетнам, но също така и Испания, Аржентина и Бразилия. Руският президент Дмитрий Медведев посещава официално Венецуела през същата година и двете страни подписват редица договори в областта на газо-нефтената промишленост, отбраната и ядрената енергетика на стойност милиарди долари. По същото време се провежда и съвместно военно учение между военноморските сили на Венецуела и Русия. Венецуела има и отлични дипломатически отношения с Иран и арабските страни от Персийския залив. В последните свои политически изявления и речи Уго Чавес заявява, че неговата държавна политика във външнополитически план се стреми към създаването на един многополюсен свят, а не на еднополюсен с център САЩ, както това е днес.

## Първи президентски мандат 1998 – 2001
Чавес печели президентските избори на 6 декември 1998 с най-голям процент гласоподаватели (56,2 %), с платформа, насочена срещу корупцията и бедността и осъждане на двете големи партии, които са доминирали венецуелската политика от 1958.
С избирането на Чавес започват стремителни социални и икономически промени във Венецуела. Традиционно белокожите групи са държали икономическата и политическата власт над този богат на нефт регион. Всичките пет телевизионни мрежи и повечето главни вестници са срещу него, но за едно малцинство от медиите се счита, че го поддържат. Чавес обвинява опозиционната медия, че се подчинява на интереси, които са срещу него, докато медиите го винят, че заплашва журналистите с изказванията си и праща банди да прилагат физическо насилие срещу тях. Венецуелското бизнес общество, представено от Венецуелската федерция на търговски камари (Fedecámaras) застава срещу Чавес и неговата политика и най-голямата работническа федерация се присъединява към тях.
Чавес стартира бързи поземлени и образователни реформи като път за промяна на границите между елита на страната и масите, от които 80 % от населението живее в бедност. Скоро след поемането на управлението например президентът обръща част от своя президентски дворец в гимназия за бездомни деца – ход, за който неговите критици казват, че е съгласие с неговия дневен ред. Той също така създава широки програми за имунизиране и хранително обезпечаване на децата, каквито на практика не са съществували при предишните президенти. Тези програми биват критикувани като неефикасни и непълни от опозиционни фигури, но са широко приветствани и одобрявани сред неговите поддръжници – потърпевшите от програмите. „Големият бизнес“, който не е плащал данъци дотогава, сега е принуден да го прави. По време на този процес страната става дълбоко поляризирана в политическо отношение, тъй като Чавес – описващ сам себе си като „Робин Худ“ – се опитва да създаде идеалния икономически баланс като преразглежда имотното състояние и по-конкретно като взема от богатите и разпределя между бедните.
Скоро след като идва на власт на 2 февруари 1999 Чавес започва серия от скоростни промени във венецуелското правителство. Организира серия от референдуми – първият за пренаписване на венецуелската конституция. Вторият избира делегати за ново Конституционно събрание различно от законодателното, за да извърши пренаписването. Широката популярност на Чавес позволява на поддръжниците му да спечелят 120 от 131 парламентарни места.
През август 1999 събранието установява „извънредна комисия по съдилищата“ с правото да премахва съдии без да се консултира с други части от правителството. В същия месец събранието обявява „извънредно положение в съдилищата“. Създадена е седемчленна комисия, която да изпълнява конгресни функции, включително и законодателни. Конституционното събрание разпуска Конгреса. В обръщение по националното радио, цитирано в „Ню Йорк Таймс“, Чавес предупреждава венецуелците да не се подвеждат по призивите на опозиционните говорители, отбелязвайки, че „ако трябва ще се намесим във всеки полицейски участък във всяка община, защото няма да позволим метежи и хаос. Вече има ред във Венецуела.“
Новата констутиция преименува страната на „Боливарска Репубилка Венецуела“ по името на южноамериканския борец за независимост Симон Боливар. Увеличава президентския мандат на шест години докато за сметка на това променя процедурата за преизбиране и ограничава президентстките мандати до два. Тя е одобрена на народен референдум през декември 1999. Изборите за нов еднокамарен законодателен орган са през юли 2000. По време на тези избори Чавес подлежи на преизбиране. Неговите поддръжници печелят около 60 % от местата в новия еднокамарен парламент и самият Чавес е преизбран.
През декември 2000 има други избори – за местна власт. Заедно с тях Чавес провежда референдум за разпускане на венецуелските работнически организации. Той се опитва да обедини всички венецуелски работнически синдикати в създадените от държавата Боливарски работнически отряди.
През ноември 2001 Чавес изнася 49 закона. Един от най-спорните е Ley de Tierras („Поземленият закон“), който създава план „Замора“ за да осъществи поземлена реформа във венецуелското земеделие: облагане на неизползвани площи, отчуждаване на неизползвани частни земи (с компенсация) и даване на наследствени, но непродаваеми права на малки фермери и фермерски колективи. Някои от най-богатите хора във Венецуела притежават огромни ранчо или имения, които обикновено са неизползвани. Докато фермерите и бедните трябва да използват малко собственост за да преживяват. Fedecámaras силно се противопоставя на 49-те закона и призовава за генерален бизнес-удар на 10 декември 2001.

## Втори президентски мандат 2001 – 2007

### 2002: Опит за преврат срещу Чавес
Чавес е предаден и арестуван на 12 април 2002. След като командирът на армията Лукас Ринкон Ромеро обявява на нацията, че Чавес се е оттеглил Архив на оригинала от 2005-02-04 в Wayback Machine., президентът на Fedecámaras Педро Кармона е издигнат от военните (по-конкретно „Junta Militar“) като временен президент. Това събитие създава широкоразрастаща се поддръжка за Чавес, която е потъпкана от столичната полиция. Призив Архив на оригинала от 2005-04-28 в Wayback Machine. от пленарната зала на венецуелския Върховен трибунал на правосъдието оправдава генералите отговорни за обявения преврат като постановява, че събитието не е преврат, а „вакуум във властта“, който е генериран от обявяването на оттеглянето на Чавес. Според вестта за ареста, Чавес е задържан във Форт Тюна. Неконституционните действия на Педро Кармона, разкритието за заблудата на военните и натискът на цивилното население карат същите тези военни да го премахнат и да върнат властта на Чавес. Ключова роля в освобождаването му изиграват армейските командоси; самият Чавес навремето е бил един от тях.
Чавес вярва, че администрацията на Буш и ЦРУ са организирали преврата. През септември 2003 той отказва да пътува до Съединените щати под предлог, че е получил разузнавателна информация, че американското правителство подготвя опит за убийство срещу него.
На 23 ноември 2004 по време на посещението си в Испания той обвинява бившия испански премиер Хосе Мария Аснар, че е поддържал преврата заедно със САЩ. Настоящият министър на отбраната на Испания Мигел Ахел Моратиньос потвърждава това в бюлетин през ноември 2004. Членовете на отхвърлената партия на Аснар Народна партия отхвърлят тези обвинения и искат от премиера Хосе Луис Родригес Сапатеро да ги оттегли.
Документи на ЦРУ, оповестени през ноември 2004 показват, че администрацията на Буш е знаела, че предстои преврат във Венецуела, противно на дотогавашните твърдения на щатските власти . Обаче няма доказателство за директна поддръжка на преврата от страна на ЦРУ.
На 18 ноември 2004 водещият държавен прокурор на Венецуела Данило Андерсън е убит тъкмо преди да започне плануваното разследване срещу 400 души, участвали в организирането на преврата .

### 2002: Стачката
За два месеца от 2 декември 2002 правителството на Чавес е изправено пред стачка от страна на крупния бизнес, воден от нефтената индустрия.
Като следствие, Венецуела спира да изнася дневния размер от 2 800 000 барела нефт и производни и започва да търси начини за внос за вътрешна употреба.
Чавес се бори със стачката като уволнява около 18 000 работещи в сферата на нефтодобива и възстановява продукцията в рамките на международните договорености.

### 2004: Международни отношения
В отговор на преврата срещу президента на Хаити Жан-Бертранд Аристид през февруари 2004, извършен с помощта на САЩ, Чавес нарича американския президент Джордж Буш pendejo (на испански: „льохман“) и заплашва да спре всички доставки на нефт за Съединените щати, ако предприемат още действия срещу страната. 
Нефтената политика на Чавес и публичната му подкрепа за Куба обуславят лошите му отношения със САЩ. Чавес демонстрира близки отношения с Фидел Кастро като Венецуела става един от основните източници на финансиране на кубинското правителство след разпадането на Съветския съюз. Венецуела доставя 53 000 барела нефт на ден в замяна на услугите на стотици лекари, учители и други професионалисти, което довежда до съживяване на кубинската икономика и подобряване на здравеопазването и образованието във Венецуела. (BBC)
Той също е първият демократично избран президент, който посещава Саддам Хюсеин от 1991 – 11 август 2000. Чавес силно се възпротивява срещу инвазията в Ирак.

### 2004: Движение за отстраняване на Чавес с референдум
През август 2003 опозиционните лидери започват процес на отзоваване на Чавес – процедура, позволена във Венецуела с конституцията на Чавес от 1999. Поради нередности в процедурата по събиране на подписи опозицията събира втори път 3 милиона подписа, за да свика референдум.
Вотът по отзоваване е на 15 август 2004. Рекорден брой гласоподаватели се явяват и изборният ден се удължава до повече от 8 часа. 59,25 % от гласоподавателите са срещу отзоваването и за оставане на Чавес на власт.
Наблюдателите на изборите от центъра „Картър“ и секретарят на Организацията на американските държави генерал Цезар Гавирия признават резултатите от изборния референдум. Правейки забележки на опозиционните фигури, които предявяват обвинения за „огромни измами“ в гласуването, Картър призовава всички венецуелци да приемат гласуването. „Сега е отговорност на всички венецуелци да приемат резултатите и да работят заедно за бъдещето“ – казва Картър.
Месец по-късно обаче, Картър обявява, че по време на референдума е имало различни нередности и резултатите не са напълно доверителни. Появяват се също спекулации с венецуелските закони в опит за обявяване на резултатите за невалидни. Все пак победата на Чавес на този референдум се счита от международната общественост за признание от страна на собствения му народ.

### 2004: Опозицията отвръща на удара?
През май 2004 венецуелската армия залавя 126 колумбийци близо до именията на лидери на опозицията, част от които са заподозрени за членове на паравоенни формирования, участващи в подготовката на нов преврат, тъй като носят униформи на венецуелската армия и оръжие. Част от тях са селяни, жени и деца, наети да работят във венецуелските имения и предадени по-късно. Тези, за които се доказва, че не са замесени в опит за преврат, биват бързо освободени от властите и върнати в Колумбия.
Между аргументите на опозицията стои твърдението, че подобна малка група не може да направи нищо на добре защитения президентски дворец. От своя страна правителството предполага наличието на други подобни групи достигащи общ брой от около 3000 души.
През юни 2004 организацията „Командос F4“ обявява, че е подготвена да нападне кубинското правителство. По-късно бившият капитан от венецуелската армия Едуардо Гарсия твърди, че е получил помощ от организацията „Командос F4“, за да организира насилие срещу правителството на Чавес. Според телевизионния журналист Ранди Алонсо правителството на САЩ е похарчило 36 милиона долара за поддръжка на такива паравоенни формирования. Правителството на САЩ и венецуелската опозиция, разбира се, отричат тези обвинения.

### 2005: Стабилност за демокрацията
Куриозът на годината по отношение на Чавес е изказването на известния американски евангелист Пат Робъртсън, че би било по-евтино ЦРУ да убие Чавес, вместо да го сваля (не)демократично. По-късно Робъртсън се извини за изявлението си.
През декември 2005 във Венецуела се провеждат избори за парламент, срещу които международните наблюдатели нямат възражения. Коалиционните партии, стоящи зад Чавес, печелят всички места в парламента при положение, че трите основни опозиционни партии официално се оттеглят от изборите. Въпреки това избирателната активност от около 25 процента е по-висока от тази на предишните парламентарни избори. През тази година венецуелската икономика отбелязва ръст от 9,4 % при положение, че ръстът в петролната индустрия е едва 1,2 %, което освен другото говори за нарастващата стабилност на икономиката и растяща независимост по отношение на основния природен ресурс на страната.

### 2006: Нови предизвикателства
Външната политика на Венецуела се определя от отрицателното отношение на правителството към политиката на САЩ по света и по-конкретно в Близкия изток. Чавес прави обиколка в Евразия, по време на която остро се изказва срещу САЩ и подкрепя страните като Иран и Сирия, които официално са обявени от САЩ за терористични държави. В същото време Венецуела се готви за отбрана като прави сделки за закупуване на руски самолети и автомати „Калашников“ след като военните промишлености под опеката на САЩ отказват да поддържат американската военна техника, с която страната разполага. Чавес се намесва и във вътрешната политика на държави от региона като открито подкрепя неуспешната кандидатура на Оянта Умала за президент на Перу.
На 20 септември Чавес изнася театрална реч пред Общото събрание на ООН, в която обявява Джордж Буш за въплъщение на Сатаната и препоръчва книгата на Ноам Чомски Хегемония или оцеляване.
В края на годината се провеждат избори за президент, на които се състезават 28 кандидати. Общо 82 организации подкрепят някого от кандидатите; Чавес е подкрепян от 24 от тях. Уго Чавес печели убедително с около 75 % от гласовете.

## Трети президентски мандат 2007 – 2013
На базата на убедителната победа на изборите за президент (с над 3/4 от гласовете) Чавес утвърждава курса си към нов вид социализъм в Латинска Америка. При встъпването си в длъжност той иска от парламента временно право за еднолично издаване на нови закони в различни области – национализиране, образование и др. Това не е прецедент във Венецуелската политика – самият Чавес вече веднъж се е ползвал с подобни временни права. Последва обявяване на национализацията на ключови промишлени отрасли и на една телевизионна компания, която е била приватизирана през 90-те.
В същото време на друга телевизионна компания бе отказано подновяване на лиценза поради изопаченото отразяване на събитията след преврата от 2002.
На 1 април 2007 започва изграждането на нова социалистическа партия, която да обедини движението, което стои зад управлението на Чавес. При 7,3 милиона души гласували за Чавес през декември 2006, до края на юни 2007 членовете на новата партия са около 5,7 милиона. Партията се нарича Обединена социалистическа партия на Венецуела. Друга реформа, която Чавес споменава в началото на третия си мандат и която пропагандира, е позволяването президентът да бъде избиран неограничен брой пъти. За тази цел той трябва да убеди народа на Венецуела да одобри промяна в съществуващата конституция, одобрена с референдум по време на първия му мандат.
На 3 декември се провежда референдум за промяна на Венецуелската конституция по искане на президента Чавес. Предложението включва близо 70 члена, сред които премахване на ограничението за броя на президентските мандати, разширяване на правомощията на властта и установяване на нови социални придобивки. Предложението беше отхвърлено с 50,7 % против срещу 49,3 % за при 56 % избирателна активност. Той заявява, че промяната е отхвърлена „засега“ и Венецуела не е готова за социализъм.

### 2009: Отново референдум за преизбирането
С 54,4 % срещу 45,6 % (при 33 % избирателна активност) венецуелският народ премахва на референдум ограничението за двукратен президентски мандат. По този начин на Чавес се предоставя възможността да бъде преизбиран неограничен брой пъти.

## Четвърти президентски мандат: 10 януари 2013 – 5 март 2013
На 7 октомври 2012 г., Чавес печели изборите за президент за четвърти път и за трети път печели шест годишен мандат. Той побеждава Енрике Каприлес с 54% от гласовете с нечувана избирателната активност от 80%. Значителната подкрепа за Чавес е от венецуелци от ниските прослойки на обществото. Опозицията обвинява Чавес за несправедливо използване на държавни средства, за да се показва щедрост преди изборите.
Встъпването в длъжност на новия мандат на Чавес е насрочено за 10 януари 2013 г., но тъй като той е подложен на медицинско лечение по това време в Куба, той не е в състояние да се върне във Венецуела на тази дата. Председателят на Народното събрание Диосдадо Кабело предлага да се отложи встъпването в длъжност и Върховният съд решава, че това е просто още един мандат на действащия президент и встъпването в длъжност е Формална процедура и може да бъде заобиколена.

## Смърт
На 5 март 2013 г., заместник-председателят Николас Мадуро обявява по държавната телевизия, че Чавес е починал в Каракас в 16:25 ПОО (20:55 UTC). Вицепрезидентът казва, че Чавес умира „след битка с жестоко заболяване в продължение на близо две години“. Погребението е планирано да се проведе в Каракас.
Неговата смърт предизвиква конституционното изискване да се назначат президентски избори в рамките на 30 дни. Министърът на външните работи на Венецуела, заявява, че заместник-председателят Николас Мадуро ще изпълнява временно длъжността президент, до провеждане на изборите.
Чавес е надживян от четири деца и четирима внуци.